# Johannes Sperlette
Johannes Sperlette, auch Johann Sperlette (* 29. November 1661 in Mouzon, Champagne; † 5. Februar 1725 in Halle) war ein französischer Philosoph.

## Leben
Im neunten Lebensjahr besuchte Sperlette die Akademie Sedan, wo er vier Jahre lang die philosophischen Grundlagenfächer wie Griechisch, Latein, Rhetorik und weiteres absolvierte. Er wechselte an die Akademie in Reims, wo er sich besonders dem Studium der Philosophie und Mathematik zuwandte. Im Alter von 17 Jahren erwarb er sich dort den akademischen Grad eines Magisters der Philosophie und begann, sich mit der Theologie zu beschäftigen.
Er trat 1676 in die benediktinische Abtei Sankt Arnulf in Metz ein, wo er Schüler von Robert Desgabets wurde. 1687 verließ er das Kloster, konvertierte zum reformierten Bekenntnis und zog nach Holland. An der Universität Leiden fand er durch Unterstützung von Friedrich Spanheim und Jacob Trigland den Jüngeren eine Stellung beim Freiherrn Ezechiel Spanheim. Dieser berief ihn 1689 nach Berlin, wo er Direktor des französischen Gymnasiums und Gymnasialprofessor für Philosophie wurde.
Am 30. März 1695 wurde Sperlette Professor der Philosophie an der Universität Halle, 1705 königlich-preußischer Rat und Direktor der französischen Kolonie der Hallenser Alma Mater. Sperlette beschäftigte sich eingehend mit René Descartes. In seinen Vorlesungen behandelte er Logik, Mathematik und Metaphysik. Zudem war er 1704, sowie 1714 Prorektor der Hallenser Akademie.

## Familie
Sperlette hatte sich mit Susanne, der Schwester des französischen Pfarrers in Halle, Alexander Coullez, verheiratet. Aus dieser Ehe gingen eine Tochter und zwei Söhne hervor. Der Sohn Bartholomäus Johannes Sperlette wurde Hofmeister der Prinzen von Anhalt in Dessau und 1719 zum Doktor der Rechte promoviert und 1720 Professor der Rechte an der Hallenser Hochschule. 1725/26 verließ er jedoch Halle, da Zwistigkeiten entstanden waren.

## Werke (Auswahl)
- Opera philosophica in IV Partes, Logicam, Metaphysicam, Moralem & Physicam distributa. Berlin 1703 enthält:

Physica nova, sive Philosophia Naturae. Berlin 1694
Logica & Methaphysica nova ad usum academicae. Berlin 1696
Philosophia moralis, Christiana & civilis. Berlin 1696
- Tractatus an ratio in rebus moralibus recta & prefecta dici possit? Halle 1711
- Da der hohe Geburts-Tag des A.D. Fürstens Friedrich Wilhelms, Königs in Preußen ... Halle 1714